# Listen to my Heart
Singles de BoA
Kimochi wa tsutawaru
(2001) Every heart ~Minna no Kimochi~
(2002)
Listen to my Heart est le 4e single de BoA sorti sous le label Avex Trax le 17 janvier 2002 au Japon. Il atteint la 5e place du classement de l'Oricon et reste classé 9 semaines pour un total de 179 590 exemplaires vendus. La chanson Listen to my Heart se trouve sur l'album Listen to My Heart.

## Liste des titres
| 1. | Listen to my Heart                   |  |
| 2. | Snow White                           |  |
| 3. | Listen to my Heart (English Version) |  |
| 4. | Listen to my Heart (Instrumental)    |  |
| 5. | Snow White (Instrumental)            |  |

Vinyl
| 1. | Listen to my Heart (Hex Hector Japanese Club Mix) |  |

| 1. | Listen to my Heart (Hex Hector Main English Club Mix) |  |
| 2. | Listen to my Heart (Original Japanese Version)        |  |